# 1941 en musique classique
| \| • Retour à la chronologie générale de la musique classique • \| |
| Grèce • Rome • Haut Moyen Âge • VIIIe siècle • IXe siècle • Xe siècle • XIe siècle XIIe siècle • XIIIe siècle • XIVe siècle • XVe siècle • XVIe siècle • XVIIe siècle XVIIIe siècle • XIXe siècle • XXe siècle • XXIe siècle |
| • Retour à la chronologie générale de la musique classique • |

| Années en musique classique : 1938 - 1939 - 1940 - 1941 - 1942 - 1943 - 1944    |
| Décennies en musique classique : 1910 - 1920 - 1930 - 1940 - 1950 - 1960 - 1970 |

## Événements

### Créations
- 20 janvier : le Quatuor à cordes no 6 de Béla Bartók, créé à New York.
- 7 février : le Concerto pour violon op. 14 (1re version) de Samuel Barber, créé par Albert Spalding et l'Orchestre de Philadelphie dirigés par Eugene Ormandy (voir 1949).
- 21 juin : création de Mascarade d'Aram Khatchatourian à Moscou.
- 2 juillet : Le Chevalier et la Damoiselle, sur une chorégraphie de Serge Lifar.
- 17 octobre : la Symphonie no 3 de William Schuman, créée par l'Orchestre symphonique de Boston dirigé par Serge Koussevitzky.
- 23 novembre : Sonate pour cor anglais et piano de Paul Hindemith, créée à New York par Louis Speyer (cor anglais) et Jesús Maria Sanromá (piano).

#### Date indéterminée
- Chostakovitch compose sa Symphonie de Léningrad.

### Autres
- 1er janvier : concert du nouvel an de l'orchestre philharmonique de Vienne au Musikverein, dirigé par Clement Kraus
- 21 janvier : Maria Callas fait ses débuts scéniques à Athènes dans le rôle de Béatrice de Boccaccio de Franz von Suppé.
- 22 mai : Karajan dirige à Paris Tristan et Isolde exécuté par l’orchestre de l’Opéra de Berlin.

## Naissances

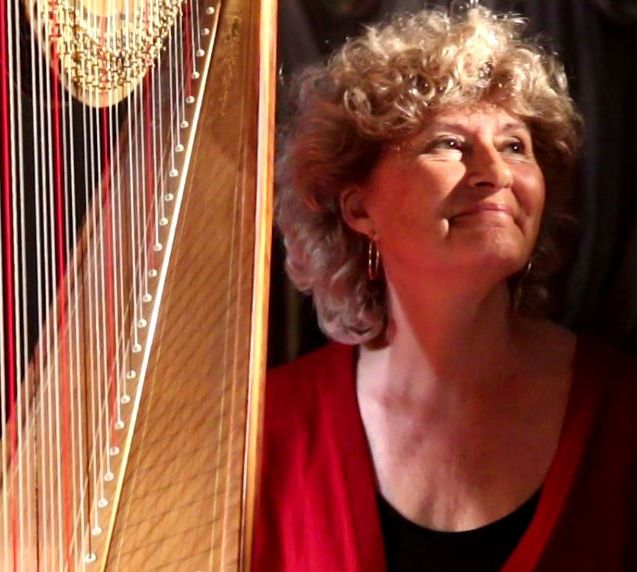
Marielle Nordmann

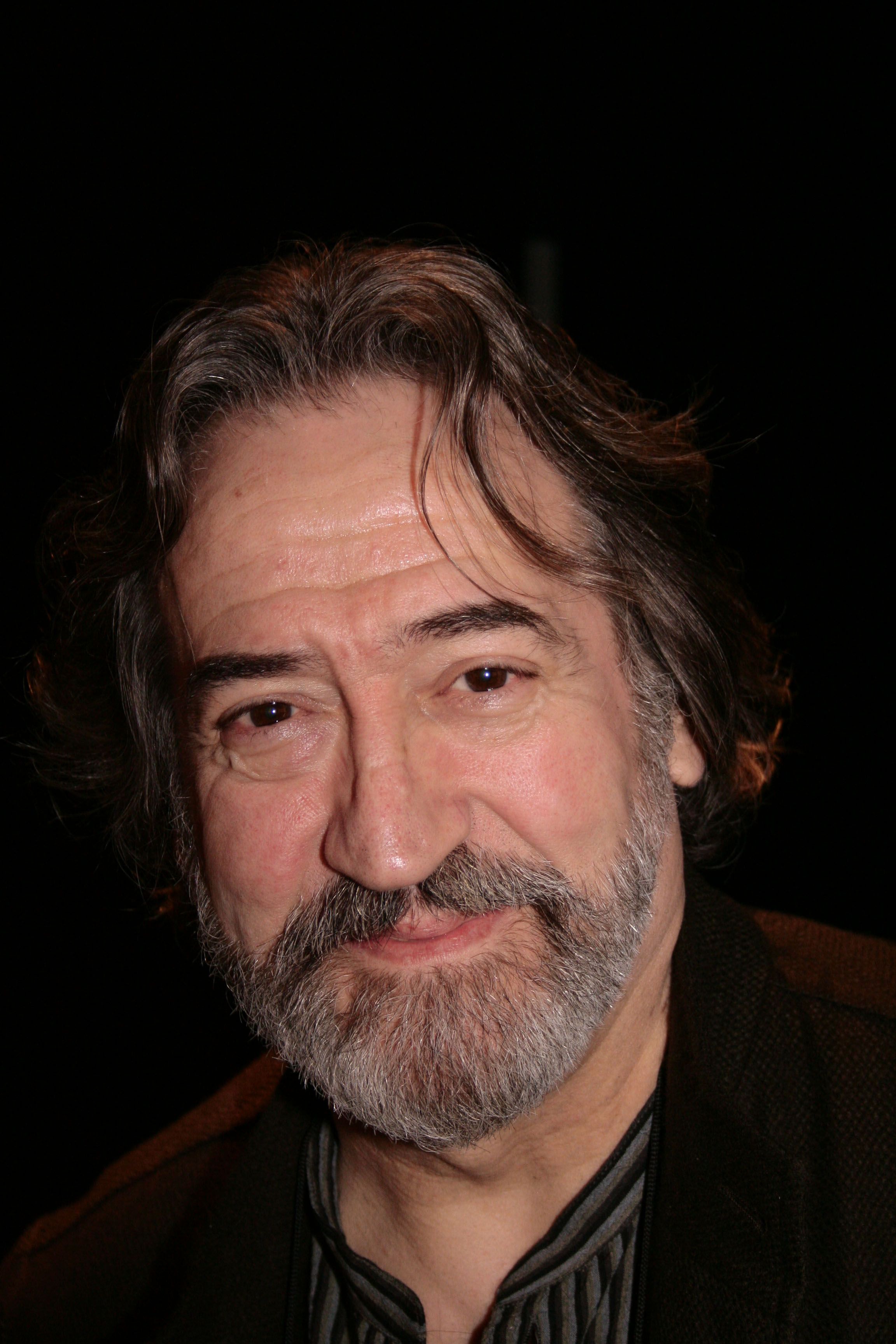
Jordi Savall

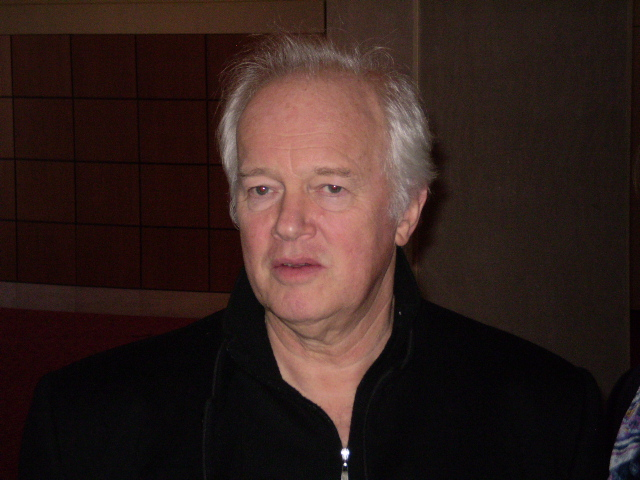
Edo de Waart

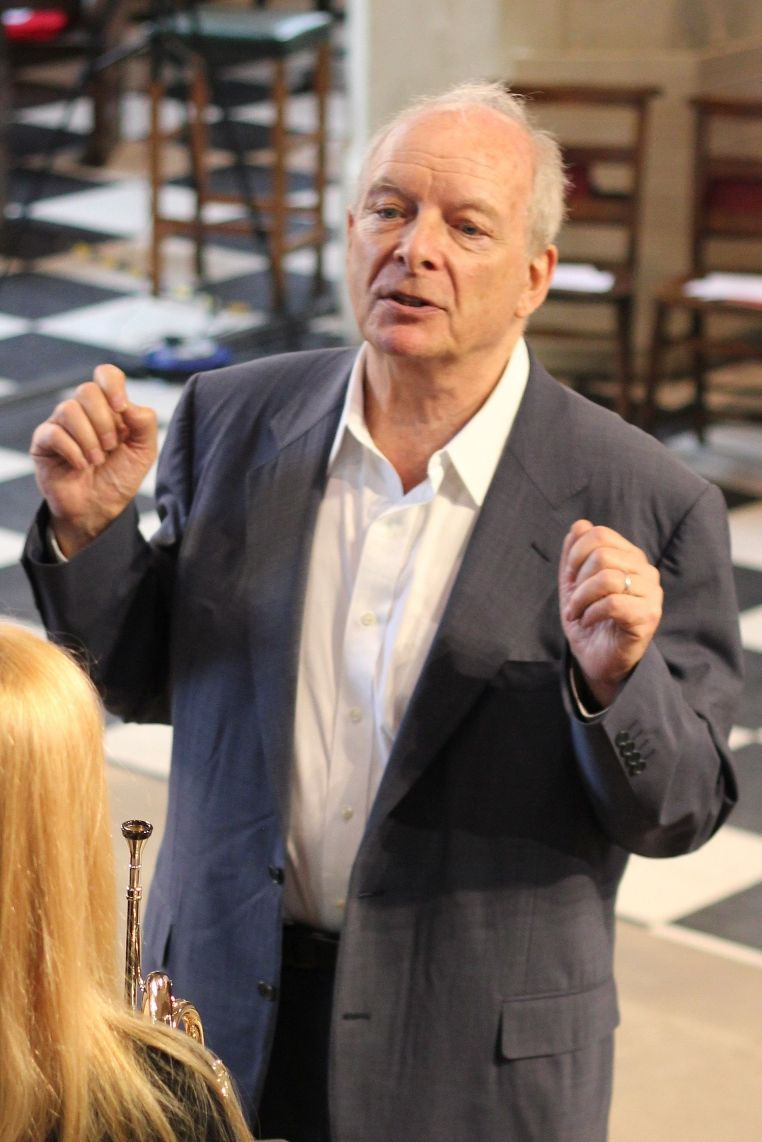
Christopher Hogwood

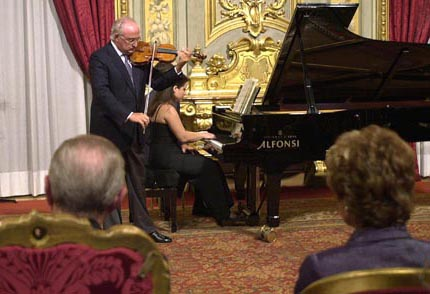
Salvatore Accardo

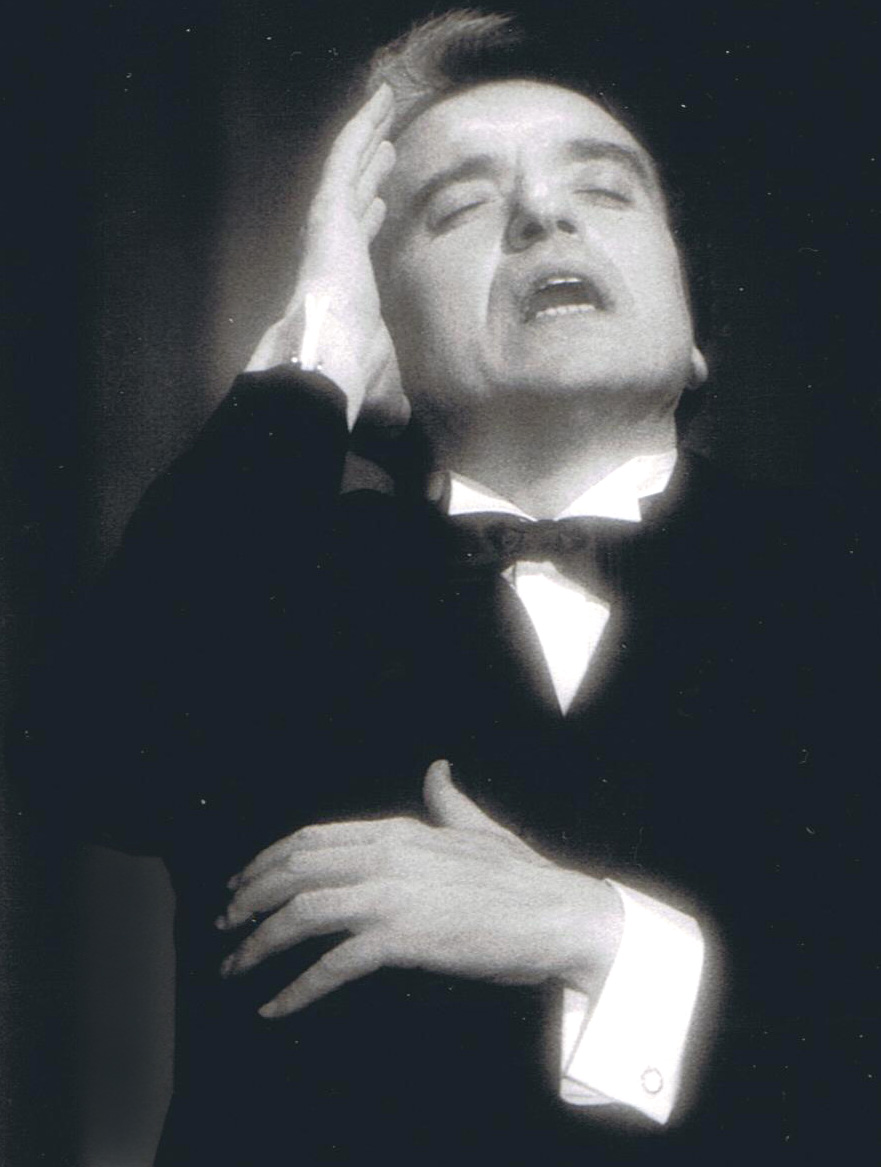
Ruggero Raimondi

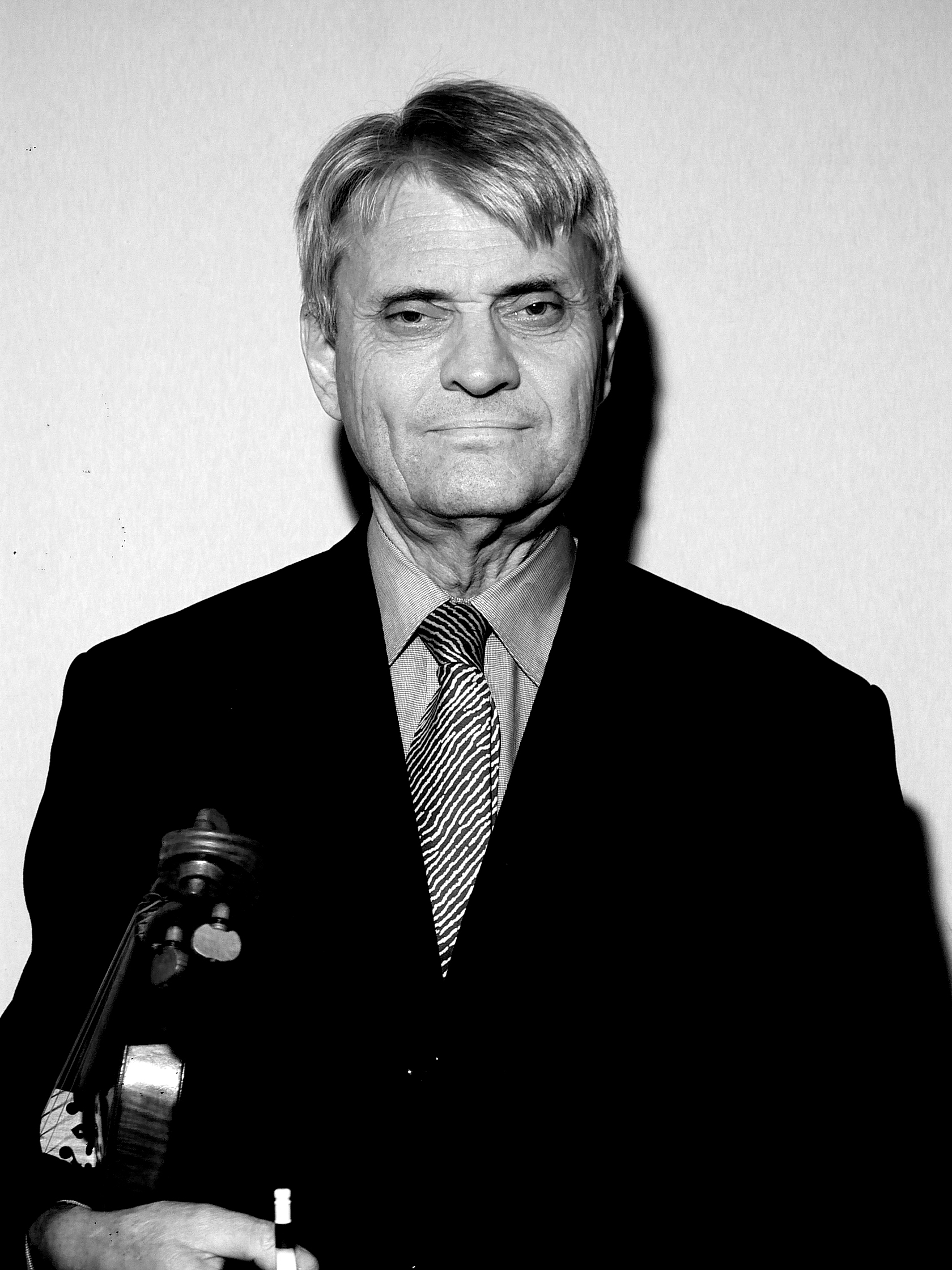
Simon Standage

- 1er janvier : Fernando Suárez Paz, musicien, violoniste et chef d'orchestre argentin († 12 septembre 2020).
- 2 janvier : Kazuyoshi Akiyama, chef d'orchestre japonais († 26 janvier 2025).
- 6 janvier : Tamara Lund, soprano et comédienne finlandaise († 21 juillet 2005).
- 7 janvier :
  - Kouider Berkane, violoniste et chef d'orchestre algérien.
  - Iona Brown, violoniste et chef d'orchestre britannique († 5 juin 2004).
- 17 janvier : Gillian Weir, organiste et claveciniste néo-zélandaise.
- 21 janvier : Plácido Domingo, chanteur d'opéra et chef d'orchestre espagnol.
- 22 janvier : Sergio Calligaris, pianiste et compositeur argentin, naturalisé italien.
- 24 janvier : Marielle Nordmann, harpiste française.
- 31 janvier : Alexandre Satz, professeur de piano († 18 janvier 2007).
- 19 février : Carlos Roqué Alsina, pianiste et compositeur français, d’origine argentine († 5 août 2023).
- 4 mars : Iouri Simonov, chef d'orchestre russe.
- 12 mars : Erkki Salmenhaara, compositeur, critique, professeur et musicologue finlandais († 19 mars 2002).
- 19 mars : Bruno Leonardo Gelber, pianiste argentin.
- 25 mars : Richard Grayson, compositeur et pianiste américain († 3 juillet 2016).
- 3 avril : Jorma Hynninen, baryton finlandais.
- 13 avril : Margaret Price, chanteuse lyrique (soprano) galloise († 28 janvier 2011).
- 17 avril : Adolphus Hailstork, compositeur américain.
- 21 avril : John Williams, guitariste classique australien.
- 22 avril : Dieter Kaufmann, compositeur autrichien de musique électroacoustique.
- 27 avril : 
  - Friedrich Goldmann, compositeur et chef d'orchestre allemand († 24 juillet 2009).
  - Carmen Reppel, soprano allemande.
- 6 mai : Ghena Dimitrova, soprano bulgare naturalisée italienne († 11 juin 2005).
- 9 mai : Gérard Zinsstag, compositeur suisse.
- 12 mai : Anthony Newman, organiste américain.
- 24 mai : Konrad Boehmer, compositeur néerlandais d'origine allemande († 4 octobre 2014).
- 25 mai : Diane Bish, organiste, concertiste, compositrice et productrice de télévision américaine.
- 26 mai : Imants Kalniņš, compositeur letton.
- 1er juin : Edo de Waart, chef d'orchestre néerlandais.
- 2 juin : Renée Auphan, chanteuse et directrice d’opéra franco-suisse.
- 5 juin : Martha Argerich, pianiste argentine.
- 6 juin : André Siwy, violoniste d'origine polonaise († 2 mars 2023).
- 7 juin : Jaime Laredo, violoniste et chef d'orchestre américain.
- 10 juin : Peter Schmidl, clarinettiste autrichien († 1er février 2025).
- 16 juin : Dino Ciani, pianiste italien († 28 mars 1974).
- 24 juin : Sylvia Lindenstrand, mezzo-soprano suédoise.
- 15 juillet : Geoffrey Burgon, compositeur anglais († 21 septembre 2010).
- 18 juillet : Judith Bailey, compositrice, clarinettiste et chef d'orchestre britannique († 16 mars 2025).
- 19 juillet : Édith Lejet, compositrice française († 15 juillet 2024).
- 28 juillet : Riccardo Muti, chef d'orchestre italien.
- 31 juillet : Jean Mouillère, violoniste et pédagogue français.
- 1er août : Jordi Savall, violiste et chef de chœur espagnol.
- 6 août : Anthony Newcomb, musicologue américain.
- 8 août : Hubert Schoonbroodt, organiste, hautboïste et chef d'orchestre belge († 5 février 1992).
- 12 août : Michèle Boegner, pianiste française († 1er avril 2021).
- 20 août : Anne Evans, soprano d'opéra britannique.
- 22 août : Christian Gouinguené, organiste, chef d'orchestre et compositeur français.
- 28 août : Paul Plishka, chanteur d'opéra (basse) américain († 4 février 2025).
- 31 août : Emmanuel Nunes, compositeur portugais († 2 septembre 2012).
- 1er septembre : Julia Varady, chanteuse d'opéra allemande.
- 5 septembre : Alexandre Slobodyanik, pianiste américain († 10 août 2008).
- 9 septembre : Curtis O. B. Curtis-Smith, pianiste et compositeur américain († 10 octobre 2014).
- 10 septembre : Christopher Hogwood, claveciniste, chef d'orchestre, musicologue et homme de radio britannique († 24 septembre 2014).
- 15 septembre : Elizabeth de la Porte, claveciniste britannique († 9 avril 2020).
- 22 septembre : Anna Tomowa-Sintow, soprano bulgare.
- 26 septembre : Salvatore Accardo, violoniste et chef d'orchestre italien.
- 3 octobre : Ruggero Raimondi, chanteur d'opéra (baryton-basse) italien.
- 16 octobre : Derek Bourgeois, compositeur anglais († 6 septembre 2017).
- 23 octobre : Lawrence Foster, chef d'orchestre américain.
- 27 octobre : Charles Brett, contreténor britannique († 24 juin 2025).
- 30 octobre : Friedemann Layer, chef d'orchestre autrichien († 3 novembre 2019).
- 4 novembre : Jean-François Monnard, chef d'orchestre, directeur artistique et musicologue suisse.
- 6 novembre : James Bowman, contreténor britannique († 28 mars 2023).
- 8 novembre : Simon Standage, violoniste et chef d'orchestre britannique.
- 10 novembre : Graham Clark, chanteur lyrique anglais († 6 juillet 2023).
- 20 novembre : Gary Karr, contrebassiste américain († 16 juillet 2025).
- 21 novembre : İdil Biret, pianiste turque.
- 6 décembre : John Nelson, chef d'orchestre américain († 31 mars 2025).
- 7 décembre : Edward Auer, pianiste américain.
- 11 décembre : Seung Gwak, chef d'orchestre sud-coréen.
- 14 décembre : Karan Armstrong, soprano américaine († 28 septembre 2021).
- 30 décembre : Ádám Fellegi, pianiste hongrois.

### Date indéterminée
- Bernard Andrès, compositeur et harpiste français.
- William Grant Naboré, pianiste et professeur de musique américain.
- Hafliði Hallgrímsson, compositeur islandais.
- Klaus Maetzl, violoniste autrichien, membre du Quatuor Alban-Berg († 4 mai 2016).
- Hermann Max, chef de chœur allemand.
- Terry Winter Owens, compositrice et professeur de musique américaine († 31 juillet 2007).
- Irina Schnittke, pianiste soviétique puis russe.

## Décès

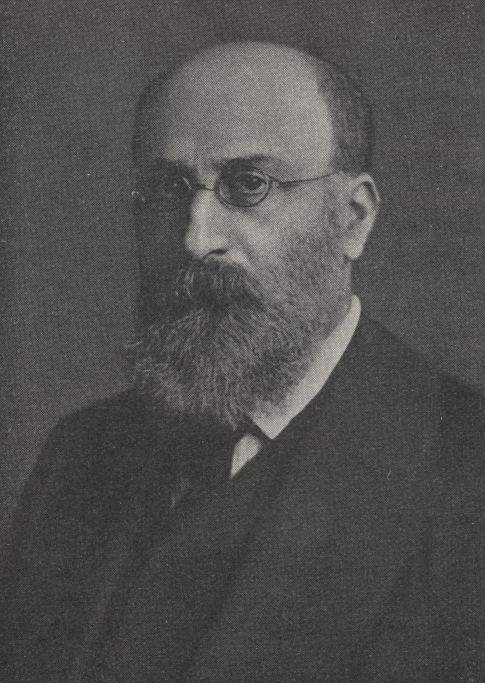
Guido Adler

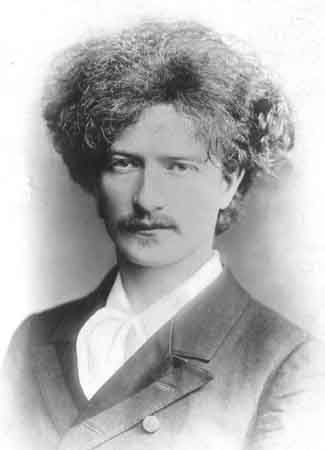
Ignacy Paderewski

- 2 janvier : Mischa Levitzki, pianiste russe naturalisé américain (° 25 mai 1898).
- 10 janvier : Frank Bridge, compositeur et altiste britannique (° 26 février 1879).
- 27 janvier : Louis Bleuzet, hautboïste français (° 26 avril 1874).
- 15 février : Guido Adler, musicologue autrichien (° 1er novembre 1855).
- 19 février : Hamilton Harty, compositeur, chef d'orchestre et pianiste-accompagnateur britannique (° 4 décembre 1879).
- 22 février : Alfred Eugene Megerlin, violoniste belge, premier violon de l'Orchestre philharmonique de New York (° 30 juin 1880).
- 4 mars : Edoardo Mascheroni, chef d'orchestre et compositeur italien (° 4 septembre 1852).
- 7 mars : Arnold Schering, musicologue allemand (° 2 avril 1877).
- 11 mars : Henry Walford Davies, organiste, compositeur et pédagogue britannique (° 6 septembre 1869).
- 27 mars : 
  - Primo Riccitelli, compositeur italien d'opéras (° 9 août 1875).
  - Rita Strohl, pianiste et compositrice française (° 8 juillet 1865).
- 19 avril : Johanna Müller-Hermann, compositrice autrichienne (° 15 janvier 1868).
- 21 avril : Amanda Courtaux, professeur de musique et compositrice française (° 27 octobre 1856).
- 8 mai : Heinrich Zöllner, compositeur et chef d'orchestre allemand (° 4 juillet 1854).
- 18 mai : Milka Trnina, soprano croate (° 19 décembre 1863).
- 23 mai : Slavko Osterc, compositeur slovène (° 17 juin 1895).
- 8 juin : Eugène Grassi, compositeur français (° 5 juillet 1881).
- 17 juin : Johan Wagenaar, compositeur et organiste néerlandais (° 1er novembre 1862).
- 20 juin : Valentin Neuville, compositeur et organiste français (° 12 avril 1863).
- 29 juin : Ignacy Paderewski, pianiste, compositeur, homme politique et diplomate polonais (° 6 novembre 1860).
- 30 juin : Hugo Becker, violoncelliste et compositeur allemand (° 13 février 1864).
- 5 juillet : Oskar Fried, chef d'orchestre allemand (° 10 août 1871).
- 8 juillet : Philippe Gaubert, chef d’orchestre, flûtiste et compositeur français (° 5 juillet 1879).
- 29 juillet : 
  - Erminia Borghi-Mamo, Soprano italienne (° 18 novembre 1855).
  - Henri Selmer, clarinettiste français, facteur de clarinettes et d'instruments de musique français, et fondateur de la maison Henri Selmer Paris (° 20 octobre 1858).
- 1 septembre : Joaquim Antonio Barroso Neto, compositeur brésilien (° 30 janvier 1881).
- 14 septembre : Benjamin Fleischmann, compositeur russe (° 20 juillet 1913).
- 17 octobre : Guglielmo Zuelli, compositeur, chef d'orchestre et pédagogue italien (° 20 octobre 1859).
- 27 octobre : Georgette Leblanc, cantatrice française (° 8 février 1875).
- 18 novembre : Icilio Calleja, ténor maltais (° 25 juin 1882).
- 21 novembre : Reinhard Oppel, compositeur allemand (° 13 novembre 1878).
- 23 novembre : Henri Christiné, auteur, compositeur et éditeur français (° 27 décembre 1867).
- 29 novembre : Gennaro Papi, chef d'orchestre italien (° 21 décembre 1886).
- 3 décembre : Christian Sinding, compositeur norvégien (° 11 janvier 1856).
- 7 décembre : Lluís Millet, compositeur et chef de chœur espagnol (° 18 avril 1867).
- 11 décembre : Paul Viardot, violoniste et musicologue français (° 29 juillet 1857).
- 29 décembre : Pierre Kunc, compositeur et organiste français (° 28 octobre 1865).

### Date indéterminée
- Clara Anna Korn, pianiste, compositrice et écrivaine américaine (° 1866).
- Virginia Mariani Campolieti, pianiste, chef d'orchestre et compositrice italienne (° 4 décembre 1869).